# Nîjnea Holubînka, Bahciîsarai
Nîjnea Holubînka (în ucraineană Нижня Голубинка) este un sat în comuna Holubînka din raionul Bahciîsarai, Republica Autonomă Crimeea, Ucraina.

## Demografie
Componența lingvistică a localității Nîjnea Holubînka
     Tătară crimeeană (54,95%)
     Rusă (32,6%)
     Ucraineană (6,96%)
Conform recensământului din 2001, majoritatea populației localității Nîjnea Holubînka era vorbitoare de tătară crimeeană (54,95%), existând în minoritate și vorbitori de rusă (32,6%) și ucraineană (6,96%).